# هارولد كروتو
هارولد كروتو (بالإنجليزية: Harold Kroto)‏‏ (7 أكتوبر 1939 - 30 أبريل 2016) هو كيميائي بريطاني.

## حياته الشخصية
ولد كروتو في مقاطعة كامبردجشير البريطانية لعائلة من أصول بولندية. ولد والداه في برلين بألمانيا ولكنهما هاجرا إلى بريطانيا في الثلاثينات بسبب صعود النازية وذلك لكون والده يهوديا. ترعرع في مدينة بولتون. في سنة 1955 تم تغيير اسم عائلته من كروتوشنر (Krotoschiner اسم عائلة من أصل سيليزي) إلى كروتو.
تربى هارولد كروتو تربية يهودية لكنه كان يعلن بأن الدين لم يكن له معنى بالنسبة له. يقول أن لديه أربع ديانات: الإنسانية والإلحاد ومنظمة العفو الدولية والدعابة. بدأ يبدي اهتماما بالفيزياء والكيمياء والرياضيات منذ المدرسة الثانوية. انضم إلى جامعة شيفلد لأن أستاذ الكيمياء الذي درسه في آخر سنتين أمضاها في المدرسة الثانوية التحق بتلك الجامعة.
في سنة 1961 تحصل على بكالوريوس وبعد ذلك الدكتوراه سنة 1964 من نفس الجامعة. بعد بحوث أجراها في مركز الاستشاري الوطني للأبحاث بكندا ومن ثم بمختبرات بل بالولايات المتحدة التحق بجامعة ساسكس سنة 1967 وأصبح فيها بروفسورا سنة 1985 وبرفسورا في المجتمع الملكي بين 1991 و2001. في سنة 1995 قام بتأسيس مؤسسة غير ربحية لصناعة أفلام ثقافية عالية الجودة يتم بثها على الإنترنت والتلفاز. أنتجت شركته 92 برنامجا تم إذاعة خمسين منها على هيئة الإذاعة البريطانية.

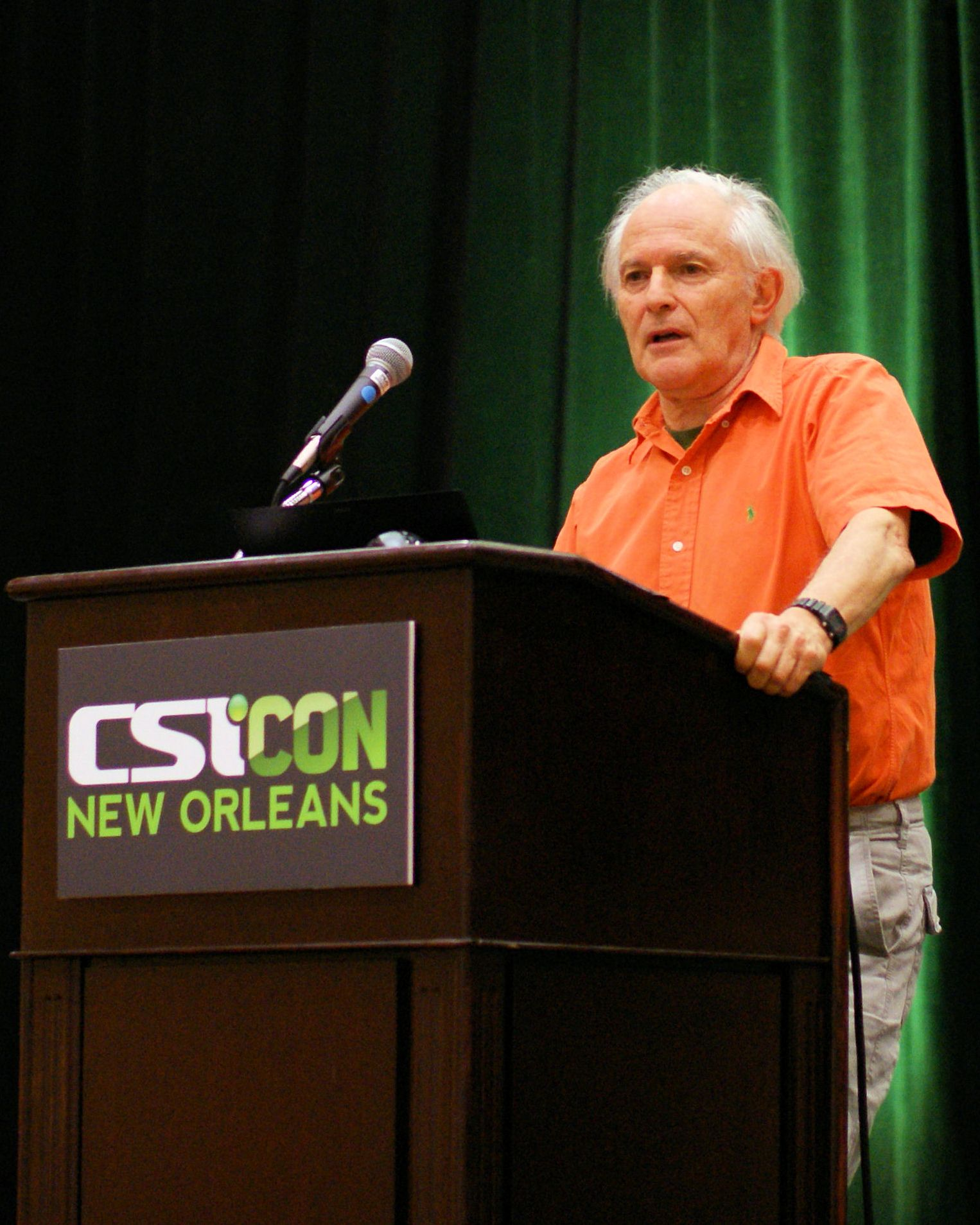
السير هارولد كروتو في CSICon 2011

تحصل سنة 1996 على جائزة نوبل في الكيمياء. أعطته جامعة شيفلد دكتوراه فخرية وكذلك جامعة سوراي واكستر ولكنه تخلى على دكتوراه اكستر الفخرية في 29 نوفمبر 2004 بسبب إغلاق قسم الكيمياء فيها. تحصل كذلك على وسام كوبلاي سنة 2004.

## روابط خارجية
- هارولد كروتو على موقع الموسوعة البريطانية (الإنجليزية)
- هارولد كروتو على موقع مونزينجر (الألمانية)
- هارولد كروتو على موقع إن إن دي بي (الإنجليزية)